# Wm. Crichton & Co
W:m Crichton & C:o Ab (eller Wm. Crichton & Co.) var ett finländskt varvsföretag i Åbo, som var aktivt 1872–1913.
Företaget grundades som Ericsson & Cowies Mekaniska Verkstad i Åbo 1842 och tillverkade framför allt ångmaskiner och ångpannor. Det togs över efter Anders Thalus Eriksson och David Cowie av Erik Julin och William Crichton 1862 och bedrev därefter verksamhet under namnet W:m Crichton & C:o. Företaget leddes av Willian Crichton och utvidgade sin verksamhet till att också tillverka fartyg i stål. Det ombildades 1874 till aktiebolag under namnet W:m Crichton & C:o Ab. 
År 1883 övertog bolaget grannvarvet Åbo Skeppsvarv. År 1896 anlade bolaget ett nytt skeppsvarv vid Ochta i Sankt Petersburg i Ryssland för att bygga fartyg för den ryska marknaden. Denna verksamhet sköttes oskickligt, och bägge varvet gjorde så stora förluster att hela företaget gick i konkurs 1913. 
William Crichton dog 1889, varefter företaget leddes av den skotske skeppskonstruktören John Eager (1837–1908). Denne var chef till 1906.
År 1889 avskiljdes Åbo Båtvarf från företaget som en filial till skeppsvarvet för att bygga liv- och skeppsbåtar. Detta 
övertogs 1892 av Gustaf Adolf Lindblom (1862–1916) och leddes av båtbyggaren August Westin (1845–1920). 
Företaget gick i konkurs 1913, varefter bröderna  Ernst och Magnus Dahlström bildade det nya företaget Ab Crichton i juni 1914, vilket tog över driften i Åbo 1914.

## Byggda fartyg i urval
- S/S Lahtis, 1865
- Fyrskeppet Relandersgrund, 1888
- S/S Saima, 1893
- S 3, 1898 (varvet i Ochta)

## Bildgalleri

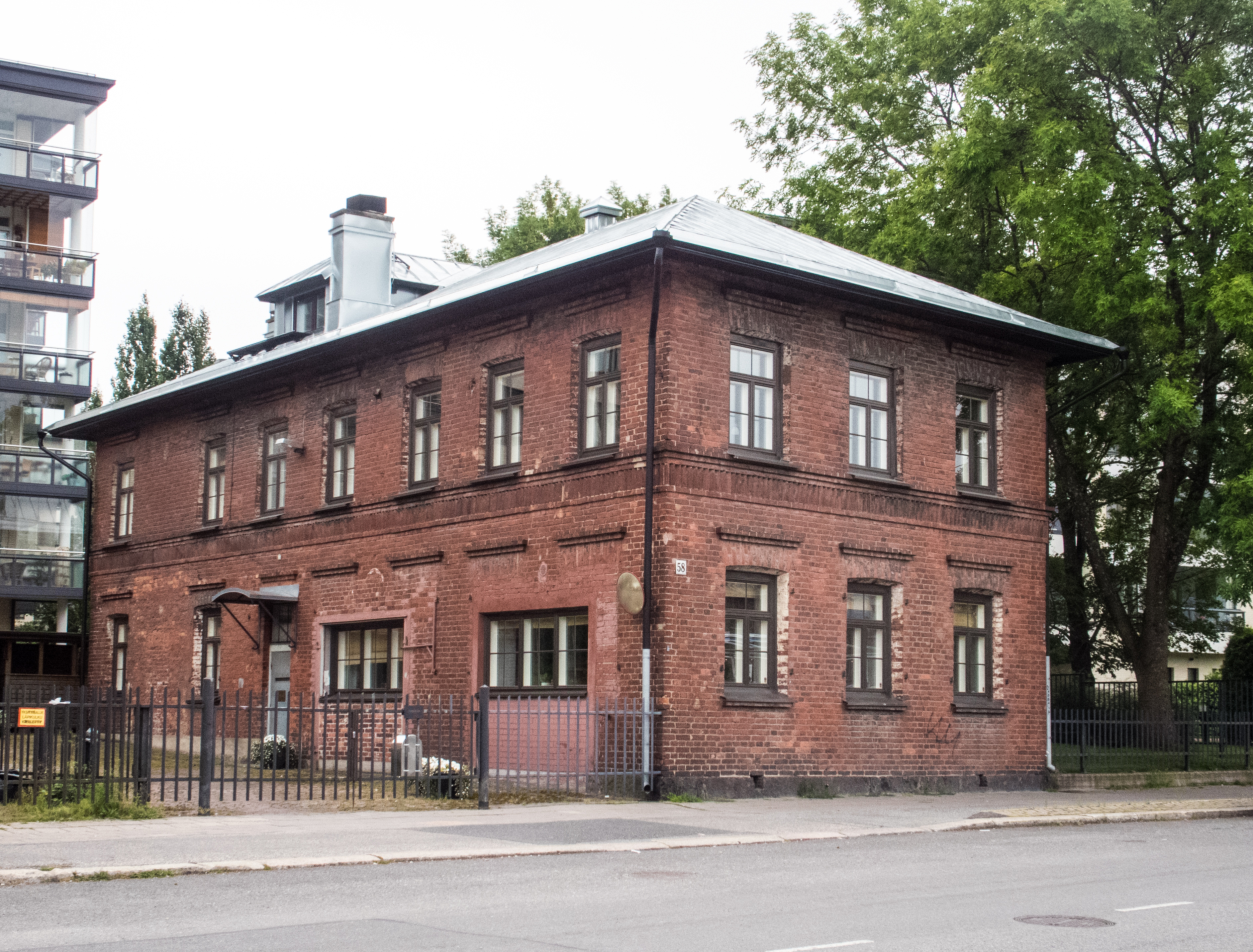
Crichtons kontorshus på Östra Strandgatan 58, byggt 1873
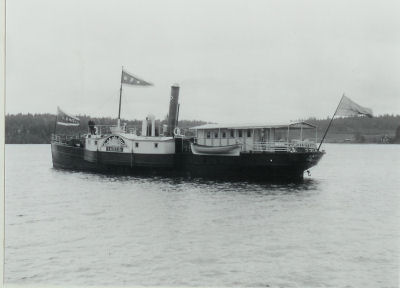
S/S Lahtis, byggd 1890
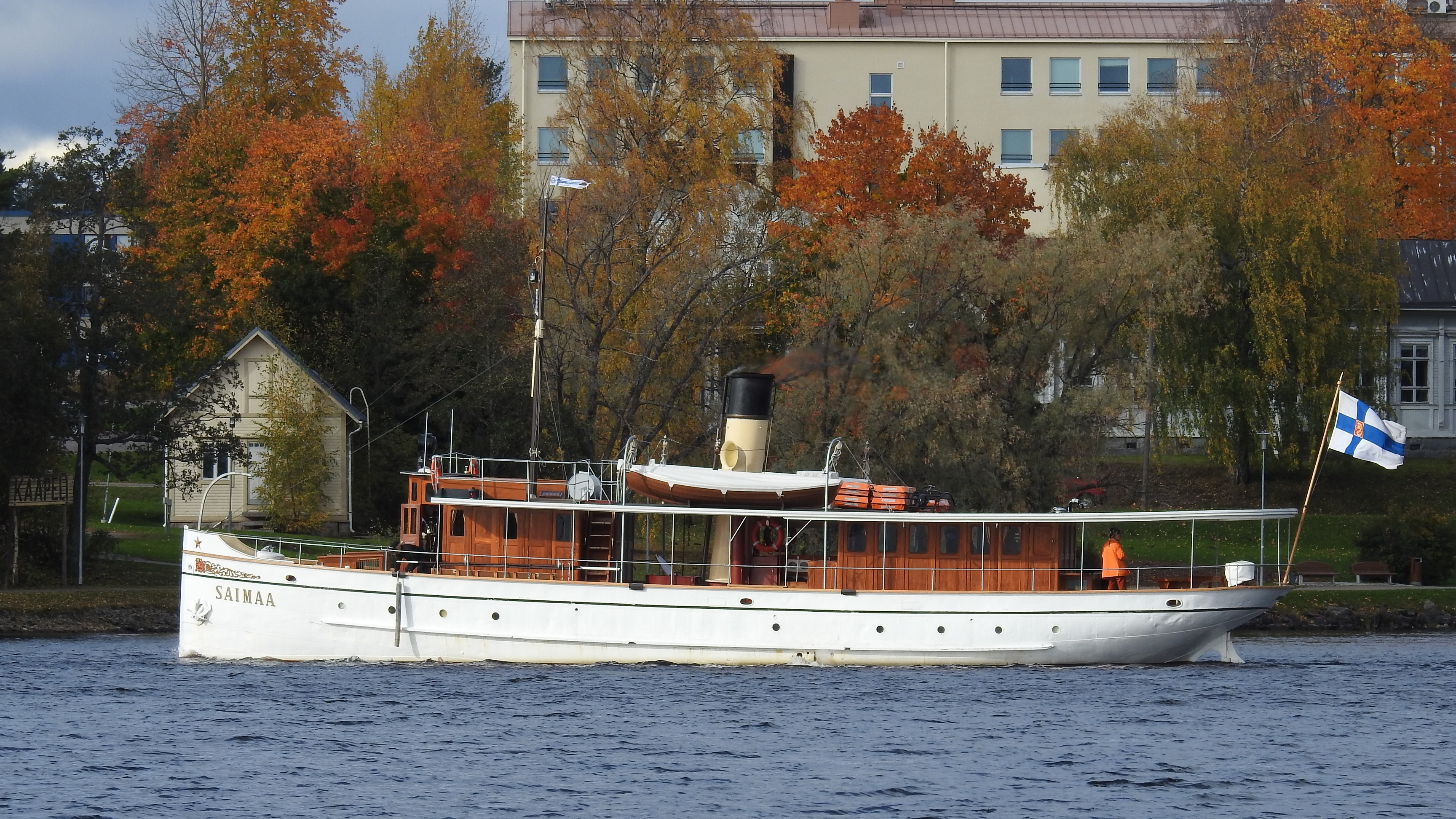
S/S Saimaa, 1893
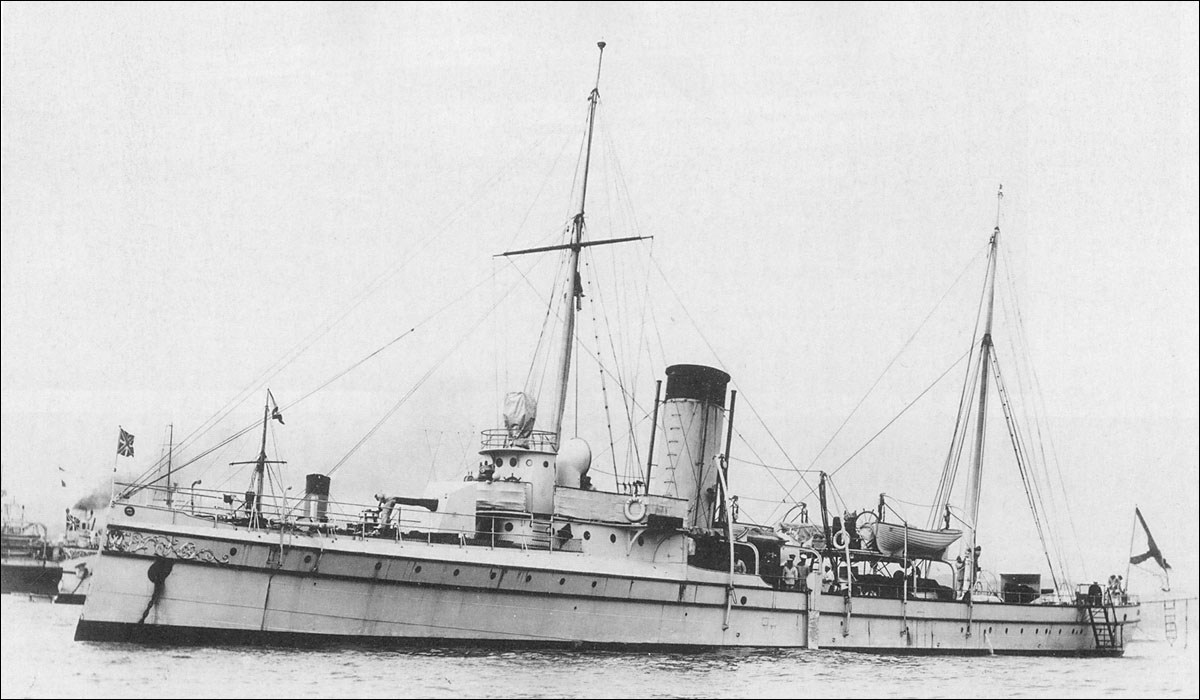
Minkryssaren Abrek, byggd 1897
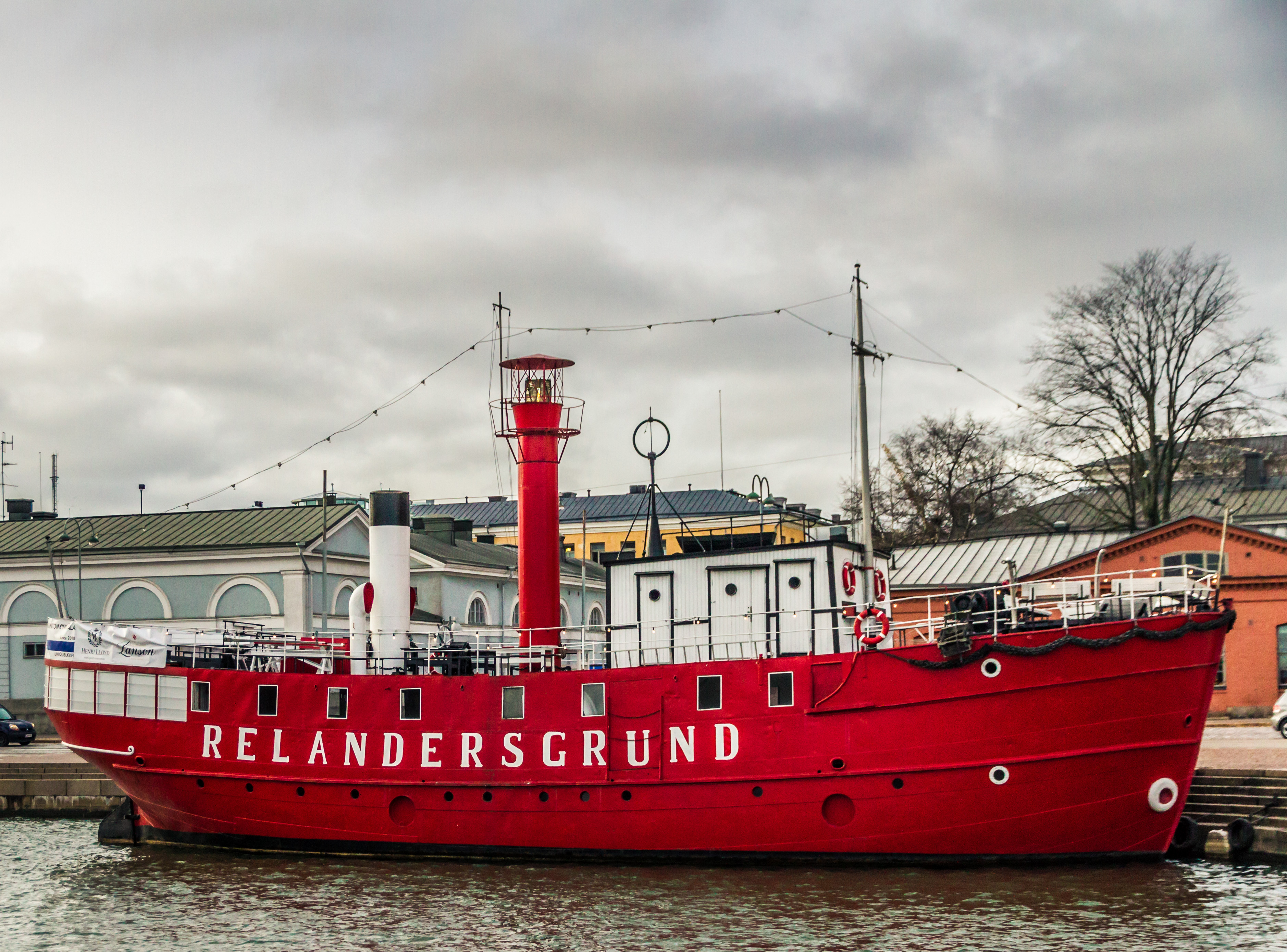
Relandersgrund, byggd 1888